# Apropierea furtunii
Apropierea furtunii (2002) (titlu original The Approaching Storm) este un roman scris de Alan Dean Foster, care aparține universului ficțional Războiul stelelor. Acțiunea cărții se petrece chiar înaintea evenimentelor descrise în Atacul clonelor.

## Intriga
Republica Galactică decade, chiar și sub conducerea Cancelarului Suprem Palpatine ales să salveze galaxia din colapsul spre care o duc forțele nemulțumite. Pe mica dar strategica planetă Ansion, o facțiune puternică este pe punctul de a se alătura mișcării Separatiste aflate în plină dezvoltare. Locuitorii orașelor vor să se extindă în preriile din afara localităților - teritoriul ancestral al nomazilor. Dacă cererile lor nu sunt satisfăcute, planeta se va desprinde din cadrul Republicii - o acțiune care ar putea genera o reacție în lanț de retragere și rebeliune a altor planete.
La cererea Cancelarului, Consiliul Jedi îi trimite pe Obi-Wan Kenobi și Luminara Unduli să rezolve conflictul și să negocieze cu nomazii. Împreună cu padawanii lor, Anakin Skywalker și Barriss Offee, cei doi pornesc prin regiunile sălbatice ale planetei, în căutarea tribului Borokii. Drumul este presărat cu numeroase evenimente, grupul întâlnind alte triburi nomade și creaturi periculoase, de care scapă cu mare greutate. Ajungând la tribul Borokii, află că vor fi ascultați doar dacă îndeplinesc o misiune dificilă: trebuie să aducă niște blană albă de pe spatele unei specii de animale care trăiește în turme de mii de exemplare. Luminara duce misiunea la bun sfârșit, iar Borokii le ascultă cererile.
Nomazii acceptă să cedeze orășenilor o parte din pământurile lor, cu condiția să fie ajutați de Jedi în lupta împotriva unui trib rival, Januul. Obi-Wan încearcă să facă pace între triburi, dar aceasta se realizează abia după o luptă lungă, cu multe victime. Cu misiunea îndeplinită, cavalerii Jedi se grăbesc să ajungă în oraș pentru a împiedica votul pro-secesiune, fiind nevoiți să facă față asasinilor care doresc ca ei să eșueze.

## Locul romanului în universulRăzboiul stelelor
Foster a fost rugat de cei de la Lucasfilm să pună la punct cadrul premergător Episodului II. Acest lucru a inclus punerea la punct a factorilor politici și economici necesari evenimentelor din acel episod, precum și furnizarea unei istorii care să susțină o parte din dialogurile filmului care urma să fie realizat. Acest lucru a făcut ca romanul să constituie valoroasă sursă de informații referitoare la istoria personajelor și evenimentelor din Războiul stelelor - Episodul II: Atacul clonelor.